# Julius Friedrich Scheidemantel
Julius Friedrich Scheidemantel (* 15. Mai 1806 in Bayreuth; † 2. März 1891 in Nürnberg) war ein deutscher Jurist und Mitglied der Bayerischen Abgeordnetenkammer.

## Leben
Scheidemantel wurde 1806 als Sohn eines preußischen Kammersekretärs in Bayreuth geboren, wo er 1827–1829 das Gymnasium besuchte. In Erlangen und München studierte er Rechtswissenschaften. Während seines Studiums wurde er 1825 in Erlangen Mitglied der Burschenschaft Bubenruthia. 1848 wurde er Landgerichtsassessor in Nürnberg und war von 1855 bis 1862 Landrichter in Lauf an der Pegnitz; ab 1862 war er Bezirksamtmann in Feuchtwangen und in der 11. Wahlperiode bzw. im 22. Landtag von 1866 bis 1869 Mitglied der Bayerischen Abgeordnetenkammer für den Wahlbezirk Dinkelsbühl/Mittelfranken. Dort war er Stellvertretendes Mitglied des Ausschusses zur Beratung der Militärstrafgesetze. 1875 trat er in den Ruhestand.

## Ehrungen
- Verdienstorden vom Heiligen Michael – Ritterkreuz 1. Klasse